# Jan Hadermann (redacteur)
Jan Minand Alfred Hadermann (Boom, 16 januari 1900  - Brussel, 4 mei 1996) was een Belgisch redacteur.

## Levensloop
Hadermann ging in 1923 aan de slag bij Het Laatste Nieuws, later werd hij aangesteld als redactiesecretaris. 
Ondanks het uitdrukkelijk verbod van Julius Hoste om Het Laatste Nieuws te laten verschijnen tijdens de Duitse bezetting van België werd de krant toch opnieuw uitgegeven vanaf 18 juni 1940. Dit gebeurde op initiatief van Jacques Vink en Georges Van Acker, die respectievelijk directeur en verantwoordelijk uitgever werden. Hadermann werd aangesteld als hoofdredacteur.
Nadat de krant begin 1943 een gematigdere en Belgicistische toon aannam eisten de Duitsers Hadermanns ontslag. Nadat dit geweigerd werd door Van Acker, werd deze zelf in februari 1943 ontslagen en opgevolgd door Albert Claes van het VNV. Deze voerde het ontslag van Hadermann vervolgens alsnog door in juni 1943. Hij werd in de hoedanigheid van hoofdredacteur opgevolgd door achtereenvolgens Frans Beckers, Adolf Peremans en ten slotte Johan Sacré van DeVlag. Daarnaast speelde Hadermann een belangrijke rol in de Vereeniging der Belgische Journalisten dat gepatroneerd en geïnspireerd was door de Propaganda Abteilung Belgien.
Na de bevrijding van de Duitse bezetting gedurende de Tweede Wereldoorlog werd hij door de krijgsraad veroordeeld tot levenslange hechtenis. Hij tekende geen beroep aan tegen dit vonnis.